# 이서진 (아나운서)
이서진(1984년 10월 20일 ~ )은 대한민국의 아나운서이다.

## 경력
- 2010년 KBS 포항방송국 아나운서

## 방송
- 2012년 KBS포항방송국 KBS뉴스 9

## 수상
- 2008년 월드미유니버시티 한국대회 프리챌 네티즌상